# Exocentrus binhensis
Exocentrus binhensis là một loài bọ cánh cứng trong họ Cerambycidae.